# 최애영
최애영(崔愛英, 1959년 7월 25일~2008년 5월 14일)은 대한민국의 국가대표 여자 농구 선수이며 농구 심판이다.

## 선수 시절
1978년 수원여자고등학교를 졸업하고 실업팀 상업은행에 입단했다. 정확한 중거리슛으로 높은 득점을 올리는 단신 외곽 슈터로서 데뷔 초반부터 주목을 받았지만 1983년 세계 여자 농구 선수권 대회에서야 처음 대표팀 1진에 선발된 대기만성형이었다. 브라질에서 열린 세계 선수권 대회에서 9경기 출장하여 박찬숙, 김화순에 이어 팀 내 세 번째로 많은 118득점을 올리면서 일약 주목받게 되었다. 1984년 로스앤젤레스 올림픽에서는 주전 슈팅 가드로 전 경기 출전하여 은메달 획득에 큰 기여를 하였다. 2개월 후 중국 상하이에서 열린 아시아 여자 농구 선수권 대회 결승전에서도 종료 직전 혼자 두 개의 중거리슛을 내리 성공시키며 24득점, 대한민국이 올림픽에 이어 중국을 또다시 1점차로 꺾고 대회 4연패를 달성하는 데 이바지하였다.

## 은퇴
1986년 현역에서 은퇴한 뒤 WKBL 소속의 심판으로 활동하다가 2006년 백혈병 진단을 받고 투병했다. 항암 치료로 병세가 호전, 2007년 복귀했고, 여성으로는 최초로 WKBL 심판위원장이 되기도 했다. 그러나 2007년 10월 말 개막한 시즌을 치르지 못하고 다시 병원에 입원, 투병 생활을 해오다 이듬해 향년 50세로 사망했다.

## 학력
- 수원여자고등학교

## 경력
- 상업은행